# Provinha Brasil
A Provinha Brasil é uma avaliação aplicada aos alunos matriculados no 2° ano do ensino fundamental da rede pública. Ela verifica a qualidade da alfabetização e o letramento dos estudantes. Foi criada pelo Ministério da Educação brasileiro com a Portaria Normativa nº10, de 24 de abril de 2007, e faz parte do Plano de Desenvolvimento da Educação (PDE). O plano estabelece que todas as crianças com oito anos de idade saibam ler e escrever. Para isso, criou-se esse instrumento pedagógico.
A Provinha Brasil oferece aos professores e gestores escolares um diagnóstico sobre o processo de alfabetização da turma e de cada aluno de uma escola. Como o ciclo da avaliação prevê a aplicação do exame duas vezes ao ano — uma no início e outra no fim do período letivo —, permite o desenvolvimento de ações corretivas para garantir um melhor aprendizado. 
A Provinha Brasil é elaborada pelo Instituto Nacional de Estudos e Pesquisas Educacionais Anísio Teixeira (Inep) e distribuída pelo Fundo Nacional de Desenvolvimento da Educação (FNDE), autarquias vinculadas ao Ministério da Educação, nas secretarias de educação dos estados, do Distrito Federal e dos municípios.